# Duriwetan
Duriwetan is een bestuurslaag in het regentschap Lamongan van de provincie Oost-Java, Indonesië. Duriwetan telt 1892 inwoners (volkstelling 2010).